# Kohei Kiyama
Kohei Kiyama (喜山 康平 Kiyama Kōhei?, nacido el 22 de febrero de 1988 en Komae, Tokio) es un futbolista japonés que se desempeña como defensa.

## Trayectoria

### Clubes
| Club                | País  | Año         |
| ------------------- | ----- | ----------- |
| Tokyo Verdy         | Japón | 2006 - 2007 |
| Fagiano Okayama     | Japón | 2007 - 2010 |
| Tokyo Verdy         | Japón | 2011        |
| Kamatamare Sanuki   | Japón | 2011        |
| Matsumoto Yamaga FC | Japón | 2012 - 2016 |
| Fagiano Okayama     | Japón | 2017 - 2023 |

## Estadística de carrera

### J. League
| Club                | Año   | J. League | J. League | Copa J. League | Copa J. League | Total | Total |
| Club                | Año   | Part.     | Goles     | Part.          | Goles          | Part. | Goles |
| ------------------- | ----- | --------- | --------- | -------------- | -------------- | ----- | ----- |
| Tokyo Verdy         | 2006  | 1         | 0         | -              | -              | 1     | 0     |
| Tokyo Verdy         | 2007  | 0         | 0         | -              | -              | 0     | 0     |
| Fagiano Okayama     | 2009  | 48        | 3         | -              | -              | 48    | 3     |
| Fagiano Okayama     | 2010  | 20        | 1         | -              | -              | 20    | 1     |
| Tokyo Verdy         | 2011  | 0         | 0         | -              | -              | 0     | 0     |
| Matsumoto Yamaga FC | 2012  | 39        | 0         | -              | -              | 39    | 0     |
| Matsumoto Yamaga FC | 2013  | 34        | 3         | -              | -              | 34    | 3     |
| Matsumoto Yamaga FC | 2014  | 39        | 4         | -              | -              | 39    | 4     |
| Matsumoto Yamaga FC | 2015  | 33        | 2         | 2              | 0              | 35    | 2     |
| Matsumoto Yamaga FC | 2016  | 40        | 0         | -              | -              | 40    | 0     |
| Fagiano Okayama     | 2017  | 41        | 2         | -              | -              | 41    | 2     |
| Total               | Total | 295       | 15        | 2              | 0              | 297   | 15    |